# Ghețarul Morteratsch
Ghețarul Morteratsch (retoroman: "Glatscher dal Morteratsch" sau "Vadret da Morteratsch") este situat în masivul Bernina, Alpiii elvețieni.  Împreună cu ghețarul Pers are un volum de 1,2 km3 alcătuind împreună cel mai mare ghețar din Alpii Răsăriteni. După datele obținute la observarea lui, ghețarul s-a micșorat ca lungime din 1878 cu  2,2 km, având în prezent  6,4 km lungime, fiind ca mărime al treilea din Alpii Răsăriteni. În regiunea ghețarului se află în total 20 de stațiuni pentru informarea turiștilor despre glaciologie, geomorfologie și vegetație alpină. Vara o pistă de schi traversează ghețarul.

## Amplasare
Ghețarul Morteratsch se află în cantonul Graubünden, districtul  Maloja, Oberengadin. Limita sudică a ghțarului se află la granița dintre Elveția și Italia. Partea superioară a ghțarului se află în valea  Morteratsch, spre sud ghețarul se întinde în valea Val Bernina. În sudul ghețarului se o stație de cale ferată, un hotel și ghețarul Pers, înconjurat de munții Munt Pers, Piz Cambrena, Piz Palü, Piz Zupò, Piz Argient, Piz Bernina (4.049 m), Piz Morteratsch, Piz Boval și Piz Chalchagn. Apele provenite din topirea ghețarului ajung prin apele curgătoare Morteratsch,  Bernina, Flaz, Inn și Dunăre în Marea Neagră.

## Date geologice
Relieful regiunii este pregnat intens de activitatea de eroziune a ghețarului. Din punct de vedere petrografic rocile magmatice sunt reprezentate prin gabro, diorite, granite, iar rocile metamorfice prin serpentinite, sienite.

## Clima
Prin așezarea centrală a ghețarului în masivul Alpilor, predomină clima continentală cu veri calde și ierni geroase, temperatura medie anuală fiind de -0,6 °C. Prin bariera naturală a lanțului alpin cantitatea anuală de precipitații este relativ redusă (799 mm).

## Galerie de imagini

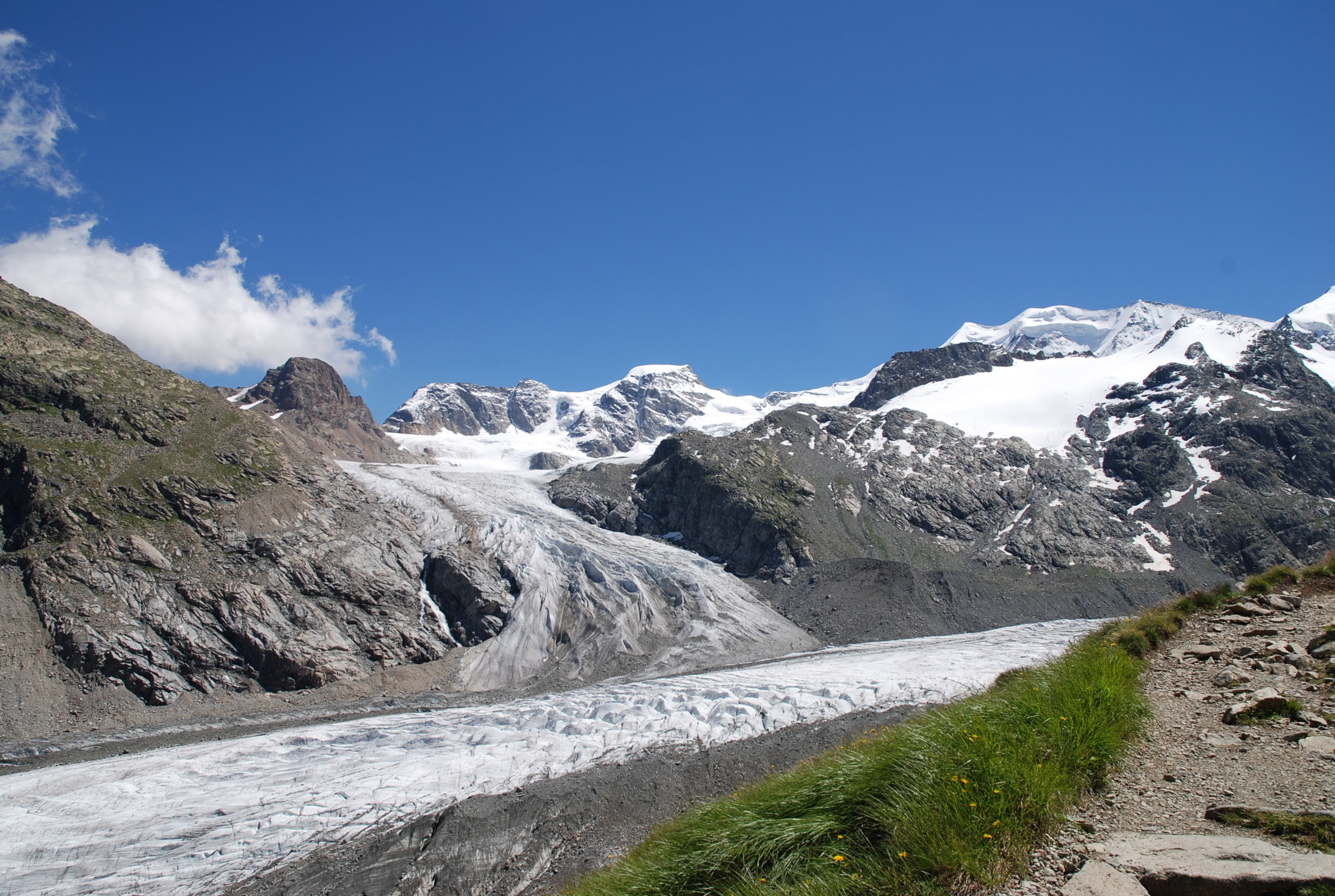
În regiunea de confluare cu ghețarul Pers
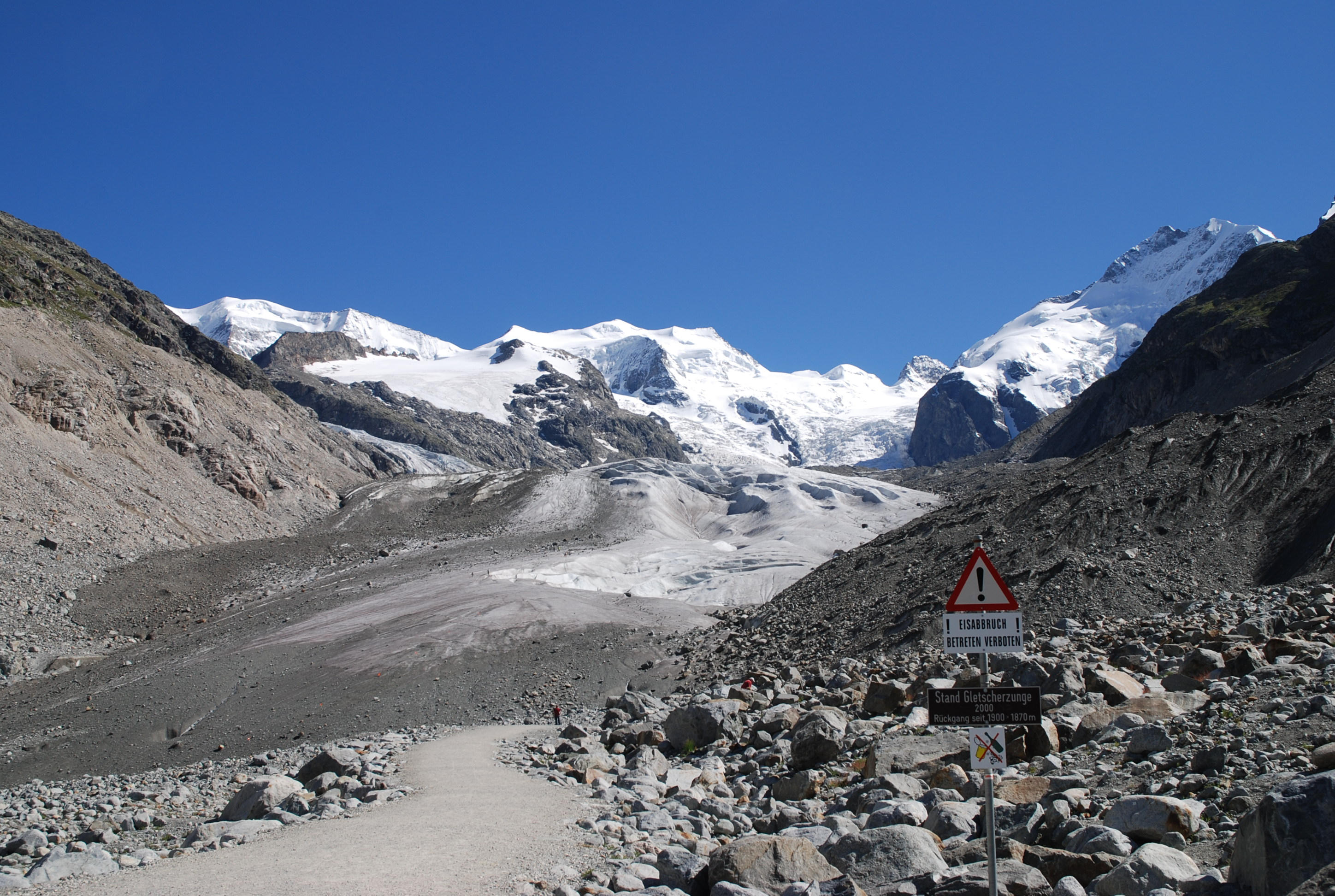
Vedere a limbii ghețarului în anul 2000
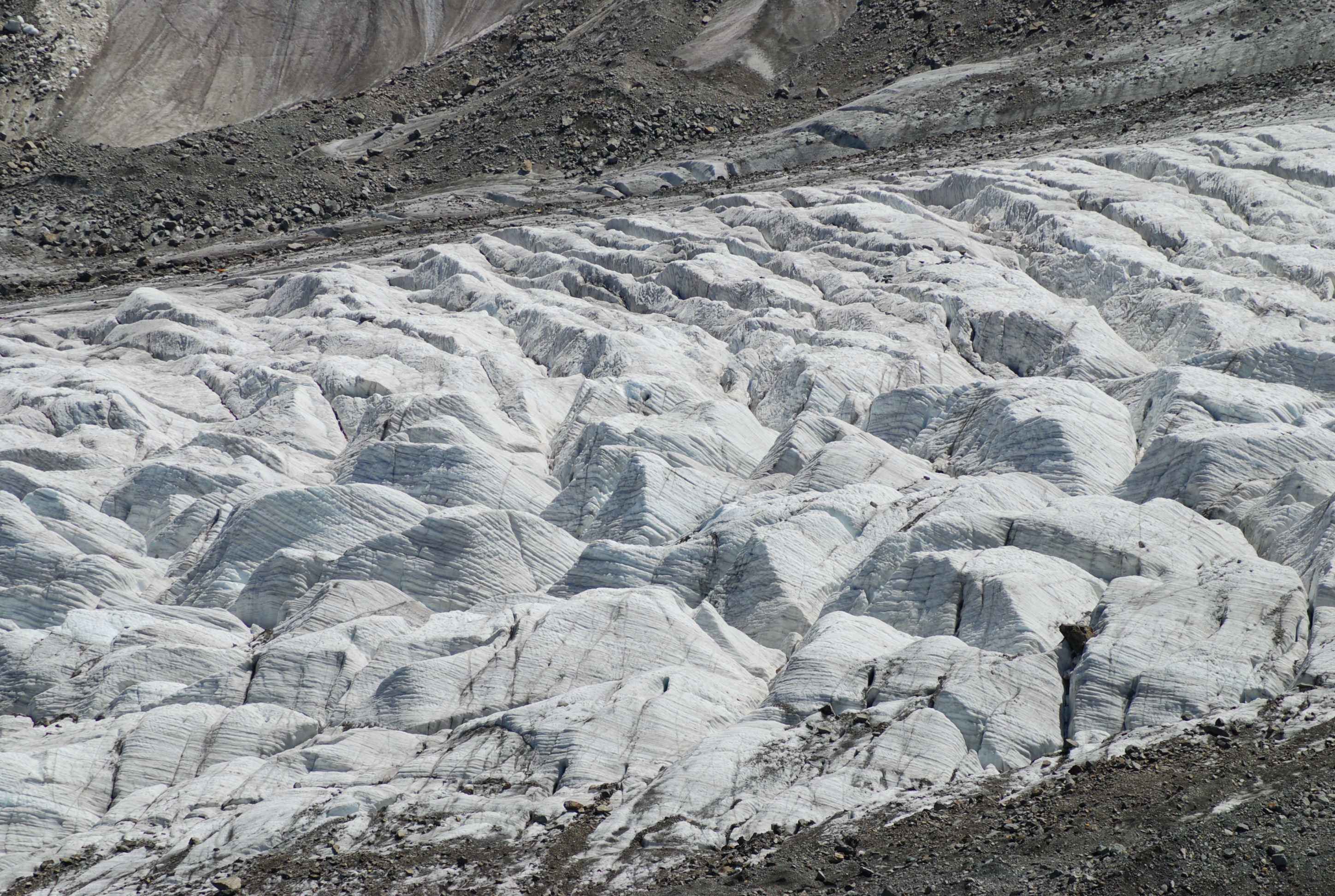
În regiunea de confluare cu ghețarul Pers
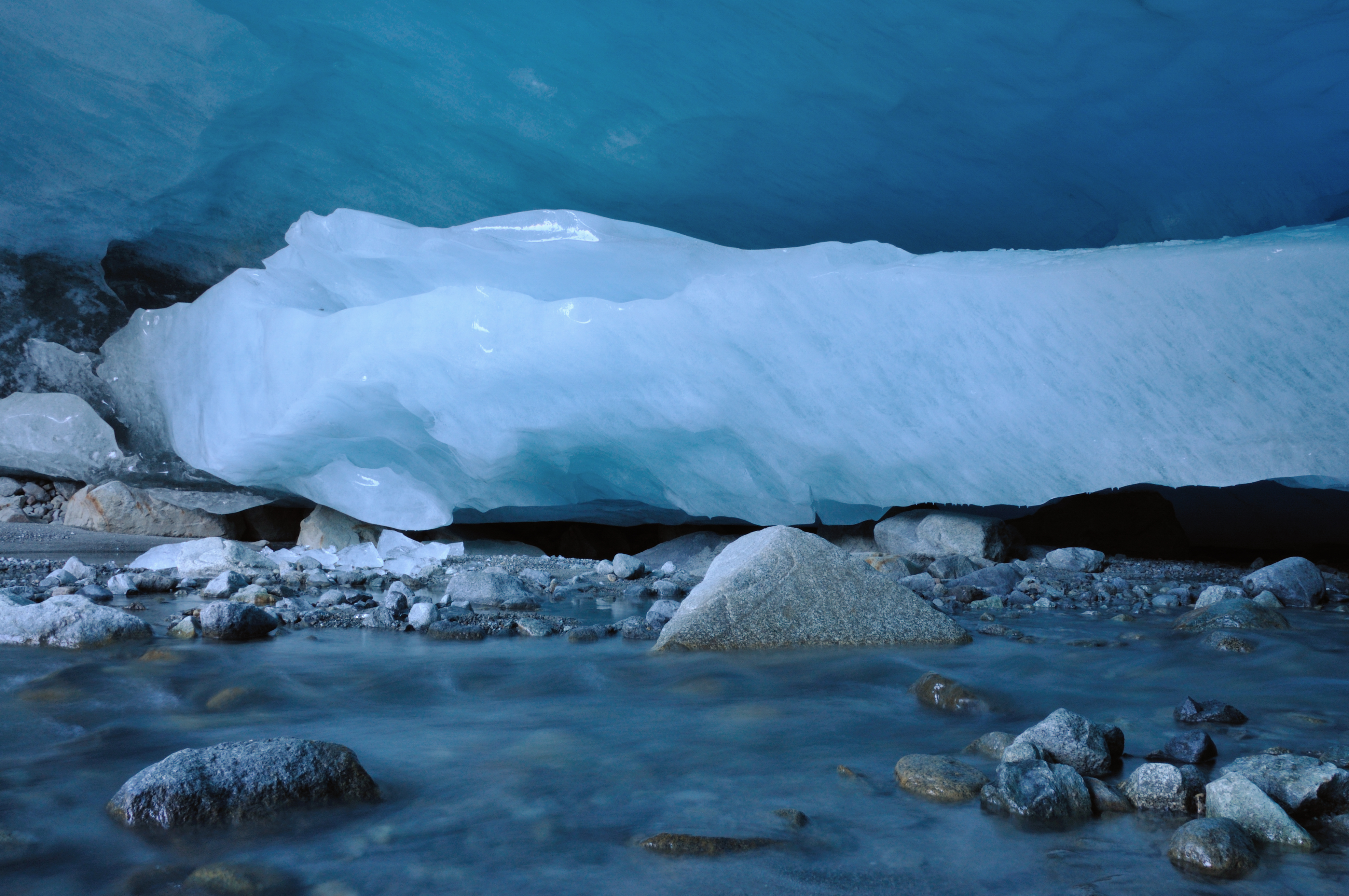
În peștera ghețarului in octombrie 2009

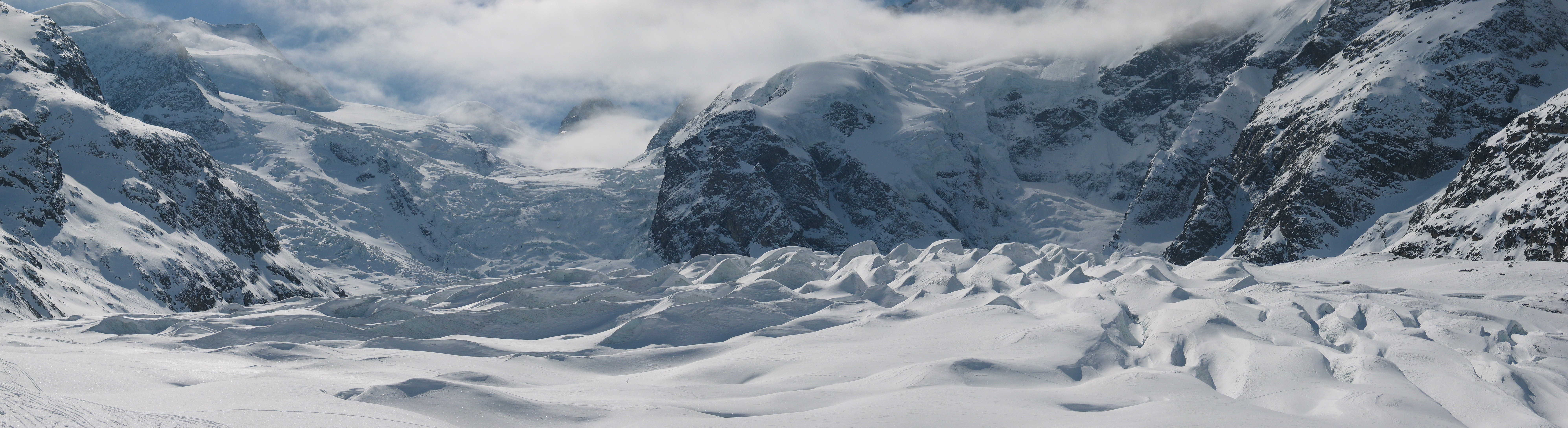
Peisaj cu panorama ghețarului (martie 2006)